# Francesco Bartoli
Francesco Bartoli (* 27. April 1670 in Rom; † 1733 ebenda) war ein italienischer Kupferstecher und Altertumsforscher („Antiquar“).

## Leben und Werk
Francesco Bartoli war der Sohn des Kupferstechers Pietro Santi Bartoli, dessen Schüler er auch war und dessen antiquarisches Werk er fortsetzte. Von ihm sind nur wenige Stiche bekannt. So arbeitete er mit seinem Vater an Le pitture antiche delle grotte di Roma, e del sepolcro de’ Nasonj, Rom 1706. Ferner fertigte er einen Stich des nach Entwürfen von Sebastiano Cipriani geschaffenen Katafalks für Johannes Sobieski, König von Polen, in Santo Stanislao dei Polacchi in Rom 1696 sowie zwei Stiche in Domenico de Rossi, Studio d’architettura civile sopra gli ornamenti di porte e finestre tratti da alcune fabbriche insigni di Roma con le misure piante modini, e profili. Opera de più celebri architetti de nostri tempi, Rom 1702.
Auch als Zeichner war Bartoli tätig, so lieferte er etwa für den Antiquar John Talman 1712 Zeichnungen kirchlicher Kunstwerke aus dem Schatz von S. Peter in Rom an (heute im British Museum); durch diesen vermittelt, fertigte er Zeichnungen für Richard Topham (heute im Eton College) und Thomas Coke, Earl of Leicester (heute in Holkham Hall).
Von 1700 bis 1733 hatte er in Nachfolge seines Vaters das Amt des Aufsehers der Antiken im Kirchenstaat inne, des Commissario delle Antichità. Er setzte sich für die Erhaltung des Pantheons, des Kolosseums, der Triumphbögen, der Cestius-Pyramide und anderer Denkmäler ein und versuchte, die illegale Ausfuhr von Antiken zu verhindern.